# Rugby-fauteuil aux Jeux paralympiques d'été de 2012
Navigation
Pékin 2008 Rio de Janeiro 2016
Les matchs de rugby-fauteuil aux Jeux paralympiques d'été de 2012 ont eu lieu  du 5 septembre au 9 septembre 2012  dans la Basketball Arena. Il y a un seul évènement au programme où 8 équipes sont en compétition. Le rugby aux Jeux paralympiques est un évènement mixte, bien que la grande majorité des athlètes aux Jeux sont de sexe masculin.

## Tour Préliminaire

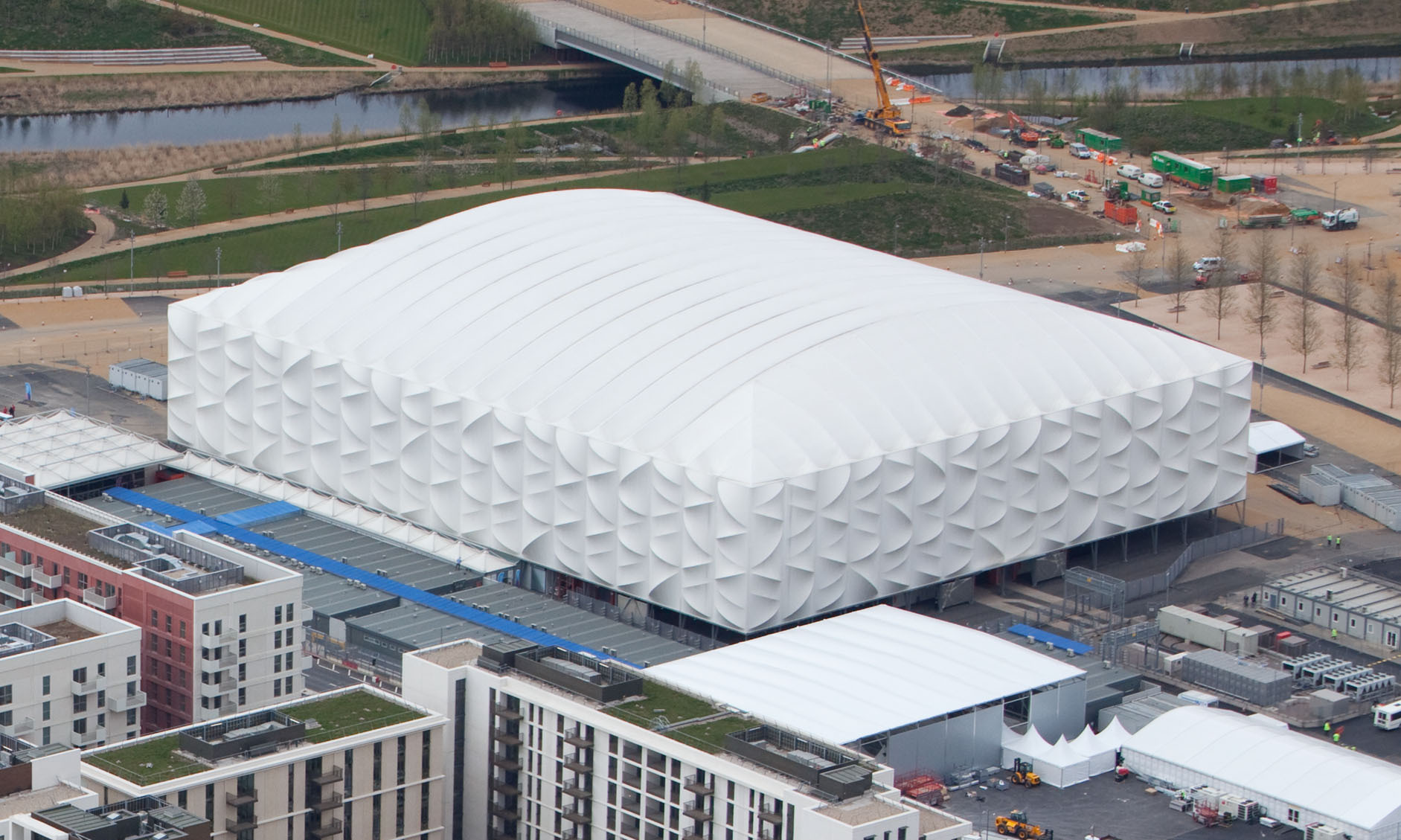
village olympique, Londres 16 avril 2012

### Groupe A

#### Classement
| Rang | Équipe     | J | V | N | D | Pm  | Pe  | Diff | Pts |
| ---- | ---------- | - | - | - | - | --- | --- | ---- | --- |
| 1    | États-Unis | 3 | 3 | 0 | 0 | 190 | 136 | +54  | 12  |
| 2    | Japon      | 3 | 2 | 0 | 1 | 164 | 159 | +5   | 8   |
| 3    | Angleterre | 3 | 1 | 0 | 2 | 140 | 157 | -17  | 4   |
| 4    | France     | 3 | 0 | 0 | 3 | 150 | 192 | -42  | 0   |

|  | Qualifiées pour la demi finale |

#### Résultats
| 5 septembre 2012 14 h CEST | États-Unis | 56 – 44 | Grande-Bretagne | Basketball Arena 8 273 spectateurs Arbitre : Pierre-Alexandre Brière Chris van de Riet |
| 5 septembre 2012 14 h CEST |            |         |                 | Basketball Arena 8 273 spectateurs Arbitre : Pierre-Alexandre Brière Chris van de Riet |
| 5 septembre 2012 14 h CEST |            |         |                 | Basketball Arena 8 273 spectateurs Arbitre : Pierre-Alexandre Brière Chris van de Riet |

| 5 septembre 2012 21 h 15 CEST | Japon | 65 – 56 | France | Basketball Arena 3 642 spectateurs Arbitre : Mitch Carr Alexander Schreiner |
| 5 septembre 2012 21 h 15 CEST |       |         |        | Basketball Arena 3 642 spectateurs Arbitre : Mitch Carr Alexander Schreiner |
| 5 septembre 2012 21 h 15 CEST |       |         |        | Basketball Arena 3 642 spectateurs Arbitre : Mitch Carr Alexander Schreiner |

| 6 septembre 2012 19 h CEST | Grande-Bretagne | 57 – 50 | France | Basketball Arena 5 186 spectateurs Arbitre : Motoko Izumiya Darren Roberts |
| 6 septembre 2012 19 h CEST |                 |         |        | Basketball Arena 5 186 spectateurs Arbitre : Motoko Izumiya Darren Roberts |
| 6 septembre 2012 19 h CEST |                 |         |        | Basketball Arena 5 186 spectateurs Arbitre : Motoko Izumiya Darren Roberts |

| 6 septembre 2012 21 h 15 CEST | Japon | 48 – 64 | États-Unis | Basketball Arena 2 959 spectateurs Arbitre : Philip Washbourn Dave Woods |
| 6 septembre 2012 21 h 15 CEST |       |         |            | Basketball Arena 2 959 spectateurs Arbitre : Philip Washbourn Dave Woods |
| 6 septembre 2012 21 h 15 CEST |       |         |            | Basketball Arena 2 959 spectateurs Arbitre : Philip Washbourn Dave Woods |

| 7 septembre 2012 15 h CEST | Grande-Bretagne | 39 – 51 | Japon | Basketball Arena 8 458 spectateurs Arbitre : Mitch Carr Philip Washbourn |
| 7 septembre 2012 15 h CEST |                 |         |       | Basketball Arena 8 458 spectateurs Arbitre : Mitch Carr Philip Washbourn |
| 7 septembre 2012 15 h CEST |                 |         |       | Basketball Arena 8 458 spectateurs Arbitre : Mitch Carr Philip Washbourn |

| 7 septembre 2012 17 h 15 CEST | États-Unis | 70 – 44 | France | Basketball Arena 6 259 spectateurs Arbitre : Pierre-Alexandre Brière Dave Woods |
| 7 septembre 2012 17 h 15 CEST |            |         |        | Basketball Arena 6 259 spectateurs Arbitre : Pierre-Alexandre Brière Dave Woods |
| 7 septembre 2012 17 h 15 CEST |            |         |        | Basketball Arena 6 259 spectateurs Arbitre : Pierre-Alexandre Brière Dave Woods |

### Groupe B

#### Classement
| Rang | Équipe    | J | V | N | D | Pm  | Pe  | Diff | Pts |
| ---- | --------- | - | - | - | - | --- | --- | ---- | --- |
| 1    | Australie | 3 | 3 | 0 | 0 | 182 | 142 | +40  | 12  |
| 2    | Canada    | 3 | 2 | 0 | 1 | 163 | 166 | -3   | 8   |
| 3    | Suède     | 3 | 1 | 0 | 2 | 151 | 155 | -4   | 4   |
| 4    | Belgique  | 3 | 0 | 0 | 3 | 135 | 168 | -33  | 0   |

|  | Qualifiées pour la demi finale |

#### Résultats
| 5 septembre 2012 16 h 15 CEST | Suède | 52 – 42 | Belgique | Basketball Arena 4 404 spectateurs Arbitre : Motoko Izumiya Philip Washbourn |
| 5 septembre 2012 16 h 15 CEST |       |         |          | Basketball Arena 4 404 spectateurs Arbitre : Motoko Izumiya Philip Washbourn |
| 5 septembre 2012 16 h 15 CEST |       |         |          | Basketball Arena 4 404 spectateurs Arbitre : Motoko Izumiya Philip Washbourn |

| 5 septembre 2012 19 h CEST | Australie | 64 – 52 | Canada | Basketball Arena 5 539 spectateurs Arbitre : Darren Roberts Dave Woods |
| 5 septembre 2012 19 h CEST |           |         |        | Basketball Arena 5 539 spectateurs Arbitre : Darren Roberts Dave Woods |
| 5 septembre 2012 19 h CEST |           |         |        | Basketball Arena 5 539 spectateurs Arbitre : Darren Roberts Dave Woods |

| 6 septembre 2012 14 h CEST | Suède | 47 – 60 | Australie | Basketball Arena 5 622 spectateurs Arbitre : Pierre-Alexandre Brière Alexander Schreiner |
| 6 septembre 2012 14 h CEST |       |         |           | Basketball Arena 5 622 spectateurs Arbitre : Pierre-Alexandre Brière Alexander Schreiner |
| 6 septembre 2012 14 h CEST |       |         |           | Basketball Arena 5 622 spectateurs Arbitre : Pierre-Alexandre Brière Alexander Schreiner |

| 6 septembre 2012 16 h 15 CEST | Canada | 58 – 50 | Belgique | Basketball Arena 6 225 spectateurs Arbitre : Mitch Carr Chris van de Riet |
| 6 septembre 2012 16 h 15 CEST |        |         |          | Basketball Arena 6 225 spectateurs Arbitre : Mitch Carr Chris van de Riet |
| 6 septembre 2012 16 h 15 CEST |        |         |          | Basketball Arena 6 225 spectateurs Arbitre : Mitch Carr Chris van de Riet |

| 7 septembre 2012 10 h CEST | Australie | 58 – 43 | Belgique | Basketball Arena 2 822 spectateurs Arbitre : Motoko Izumiya Chris van de Riet |
| 7 septembre 2012 10 h CEST |           |         |          | Basketball Arena 2 822 spectateurs Arbitre : Motoko Izumiya Chris van de Riet |
| 7 septembre 2012 10 h CEST |           |         |          | Basketball Arena 2 822 spectateurs Arbitre : Motoko Izumiya Chris van de Riet |

| 7 septembre 2012 12 h 15 CEST | Canada | 73 – 52 | Suède | Basketball Arena 5 469 spectateurs Arbitre : Darren Roberts Alexander Schreiner |
| 7 septembre 2012 12 h 15 CEST |        |         |       | Basketball Arena 5 469 spectateurs Arbitre : Darren Roberts Alexander Schreiner |
| 7 septembre 2012 12 h 15 CEST |        |         |       | Basketball Arena 5 469 spectateurs Arbitre : Darren Roberts Alexander Schreiner |

## Phase finale

### Tableau
|  | Demi-finales                         | Demi-finales                         |                        |    | Finale                               | Finale                               |
|  | Demi-finales                         | Demi-finales                         |                        |    | Finale                               | Finale                               |
|  |                                      |                                      |                        |    |                                      |                                      |
|  | 8 septembre 2012 au Basketball Arena | 8 septembre 2012 au Basketball Arena |                        |    | 9 septembre 2012 au Basketball Arena | 9 septembre 2012 au Basketball Arena |
|  | 8 septembre 2012 au Basketball Arena | 8 septembre 2012 au Basketball Arena |                        |    | 9 septembre 2012 au Basketball Arena | 9 septembre 2012 au Basketball Arena |
|  | États-Unis                           | 49                                   |                        |    | 9 septembre 2012 au Basketball Arena | 9 septembre 2012 au Basketball Arena |
|  | États-Unis                           | 49                                   |                        |    | 9 septembre 2012 au Basketball Arena | 9 septembre 2012 au Basketball Arena |
|  | Canada                               | 50                                   |                        |    | 9 septembre 2012 au Basketball Arena | 9 septembre 2012 au Basketball Arena |
|  | Canada                               | 50                                   | Canada                 | 51 |                                      |                                      |
|  | 8 septembre 2012 au Basketball Arena |                                      | Canada                 | 51 |                                      |                                      |
|  |                                      | Australie                            | 66                     |    |                                      |                                      |
|  | Australie                            | Australie                            | 66                     | 59 |                                      |                                      |
|  | Australie                            |                                      |                        | 59 |                                      |                                      |
|  | Japon                                | 49                                   |                        |    |                                      |                                      |
|  | Japon                                | 49                                   | Match pour la 3e place |    |                                      |                                      |
|  |                                      |                                      |                        |    |                                      |                                      |
|  | 9 septembre 2012 au Basketball Arena |                                      |                        |    |                                      |                                      |
|  |                                      |                                      |                        |    |                                      |                                      |
|  | États-Unis                           | 53                                   |                        |    |                                      |                                      |
|  | États-Unis                           | 53                                   |                        |    |                                      |                                      |
|  | Japon                                | 43                                   |                        |    |                                      |                                      |
|  | Japon                                | 43                                   |                        |    |                                      |                                      |

### Demi-finales
| 8 septembre 2012 14 h CEST | Australie | 59 – 45 | Japon | Basketball Arena 5 333 spectateurs Arbitre : Mitch Carr Darren Roberts |
| 8 septembre 2012 14 h CEST |           |         |       | Basketball Arena 5 333 spectateurs Arbitre : Mitch Carr Darren Roberts |
| 8 septembre 2012 14 h CEST |           |         |       | Basketball Arena 5 333 spectateurs Arbitre : Mitch Carr Darren Roberts |

| 8 septembre 2012 16 h 15 CEST | États-Unis | 49 – 50 | Canada | Basketball Arena 4 324 spectateurs Arbitre : Alexander Schreiner Chris van de Riet |
| 8 septembre 2012 16 h 15 CEST |            |         |        | Basketball Arena 4 324 spectateurs Arbitre : Alexander Schreiner Chris van de Riet |
| 8 septembre 2012 16 h 15 CEST |            |         |        | Basketball Arena 4 324 spectateurs Arbitre : Alexander Schreiner Chris van de Riet |

### Match pour la troisième place
| 9 septembre 2012 12 h CEST | États-Unis | 53 – 43 | Japon | Basketball Arena 7 852 spectateurs Arbitre : Pierre-Alexandre Briére Philip Washbourn |
| 9 septembre 2012 12 h CEST |            |         |       | Basketball Arena 7 852 spectateurs Arbitre : Pierre-Alexandre Briére Philip Washbourn |
| 9 septembre 2012 12 h CEST |            |         |       | Basketball Arena 7 852 spectateurs Arbitre : Pierre-Alexandre Briére Philip Washbourn |

### Finale
| 9 septembre 2012 14 h 15 CEST | Canada | 51 – 66 | Australie | Basketball Arena 9 048 spectateurs Arbitre : Darren Roberts Chris van de Riet |
| 9 septembre 2012 14 h 15 CEST |        |         |           | Basketball Arena 9 048 spectateurs Arbitre : Darren Roberts Chris van de Riet |
| 9 septembre 2012 14 h 15 CEST |        |         |           | Basketball Arena 9 048 spectateurs Arbitre : Darren Roberts Chris van de Riet |

## Podium
| Épreuves     | Or | Argent | Bronze |
| ------------ | --- | --- | --- |
| Équipe mixte | Australie Ben Newton Nazim Erdem Ryley Batt Josh Hose Jason Lees Cody Meakin Greg Smith Chris Bond Ryan Scott Cameron Carr Andrew Harrison | Canada Jason Crone Patrice Dagenais Garett Hickling Ian Chan Mike Whitehead Trevor Hirschfield Fabien Lavoie Travis Murao Jared Funk David Willsie Patrice Simard Zak Madell | États-Unis Chance Sumner Seth McBride Adam Scaturro Chuck Aoki Jason Regier Scott Hogsett Nick Springer Will Groulx Andy Cohn Chad Cohn Derrick Helton Joe Delagrave |